# Stopalo
Stopalo je spodnji del spodnje okončine. Ima pet prstov in tri skupine manjših kosti - nartnice, stopalnice in prstnice. Končni deli stopala  in dlani so nohti, (kremplji ali kopita pri živalih), ki jih sestavlja strukturna beljakovina keratin.